# Amerigo Vespucci
Amerigo Vespucci, hiszp. Américo Vespucio, port. Américo Vespúcio (ur. 9 marca 1451 we Florencji, zm. 22 lutego 1512 w Sewilli) – włoski kupiec, nawigator, podróżnik morski i kartograf, tercjarz franciszkański.

## Dzieciństwo i młodość
Vespucci urodził się 9 marca 1451 roku we Florencji. Od najmłodszych lat marzył o dalekich podróżach. Zanim jednak je rozpoczął, zdobył bardzo dobre wykształcenie. W nauce wspierał go wuj. Amerigo był znakomitym matematykiem. Jego ulubionym zajęciem było kopiowanie map. Po ukończeniu nauki Vespucci jako młodzieniec został kupcem. Był agentem domu bankowego należącego do sławnego, potężnego rodu Medyceuszy z Florencji.

## Vespucci w Sewilli
W 1492 roku Amerigo Vespucci opuścił rodzinną Florencję i udał się do Sewilli w Hiszpanii. Wysłał go tam sam Medyceusz, gdyż w Hiszpanii kwitł handel, a to między innymi dzięki dalekomorskim podróżom Hiszpanów i żeglarzy, którzy pracowali dla hiszpańskich władców. Jednym z poważniejszych zadań kupieckich Vespucciego w Sewilli było wyposażenie we wszystko, co niezbędne do drugiej i trzeciej wyprawy Kolumba.

## Wyprawy
Według własnego świadectwa został wybrany przez króla Manuela I miał jakoby w latach 1497–1504 odbyć cztery wyprawy odkrywcze, w co powątpiewają dzisiejsi badacze. Dotarłszy w sierpniu 1500 roku nad jezioro Maracaibo, żeglarze zobaczyli Indian żyjących w palafitach, czyli chatach zbudowanych na palach wbitych w dno akwenu. Amerigo Vespucci w liście do jednego ze swych przyjaciół we Florencji nazwał to miejsce Małą Wenecją (wł. Venezuela) – Wenezuelą.
Vespucci pracował na usługach Hiszpanów i Portugalczyków. W 1500 przyłączył się do wyprawy Vicenta Pinzona, podczas której odkrył ujście Amazonki i zbadał wybrzeże Brazylii do 6° szerokości geograficznej południowej. Pewne jest, że w latach 1500–1501 uczestniczył – jako przyrodnik i kartograf – w hiszpańskiej ekspedycji żeglarzy Alonso de Hojeda i Juana de la Cosa. Dopłynęli oni do półwyspu Guajira, znajdującego się w zachodnim krańcu obecnej Wenezueli. W czasie jej trwania już samodzielnie dotarł do Amazonki, zbadał wybrzeże Brazylii, dopłynął do ujścia rzeki Orinoko i zawrócił do Kadyksu. 
W latach 1501–1502 na okręcie portugalskim opłynął brzegi Brazylii. Od 1503 zaczęły się ukazywać drukiem listy Vespucciego wraz z barwnymi opisami poznanych krajów. Tłumaczone na wiele języków, zyskały mu tak dużą popularność, iż powszechnie jego, a nie Kolumba, zaczęto uważać za odkrywcę Ameryki, a nowy ląd nazwano od jego imienia.
Vespucci pracował też dla króla Portugalii. W latach 1501–1502 pełnił funkcję kosmografa podczas portugalskiej wyprawy do wschodnich wybrzeży Ameryki Południowej, od ujścia Magdaleny do Bahía Blanca. Zbadał znaczną część wschodniego wybrzeża Ameryki Południowej. Opisał odkrycie rzek Rio de Janeiro i Rio de la Plata oraz Patagonii i Georgii Południowej. To właśnie podczas tej podróży Amerigo – w odróżnieniu od Krzysztofa Kolumba, który sądził, że dotarł do Indii – uznał odwiedzone tereny za nieznany wcześniej Europejczykom kontynent.
Nie jest wiadome, ile razy Vespucci przemierzał Atlantyk, nawet jego własne relacje są niejednoznaczne. Relacje z jego wypraw zawarte w listach do przyjaciół różniły się między sobą, a dane co do długości i szerokości geograficznych nie zawsze były zgodne z prawdą. W pierwszą podróż udał się prawdopodobnie w 1497 roku. Vespucci twierdził później, że to właśnie wtedy, rok przed Kolumbem, ujrzał Amerykę Południową.
Zmarł 22 lutego 1512 roku w Sewilli.